# Pterocerina hendeli
Pterocerina hendeli är en tvåvingeart som beskrevs av Blanchard 1938. Pterocerina hendeli ingår i släktet Pterocerina och familjen fläckflugor. Inga underarter finns listade i Catalogue of Life.